# Matti Yrjänä Joensuu
Matti Yrjänä Joensuu, né le 31 octobre 1948 à Helsinki et mort le 4 décembre 2011 à Valkeakoski, dans le Pirkanmaa, est un écrivain finlandais, auteur de roman policier.

## Biographie
Entré dans la police en 1973, il occupe un poste d'enquêteur aux affaires criminelles, puis est affecté au centre de communication et de commandement urbain d'Helsinki. À partir de 1986, il devient inspecteur divisionnaire de la brigade criminelle d'Helsinki.
Son expérience professionnelle le pousse dès 1976 à publier un roman policier intitulé Väkivallan virkamies, « qui remporte le Grand prix du roman policier nordique », où apparaît son héros récurrent, Timo Harjunpää, qui est, comme son créateur, inspecteur de la brigade criminelle d'Helsinki. Au cours des enquêtes dont il est chargé, et où il « se trouve confronté aux problèmes de la Finlande des années 1980 », le personnage, dépressif et sans illusion sur la nature humaine, mais empreint d'humanité et de compassion, donne une singulière épaisseur aux récits. Cette œuvre riche et dense se situe dans la lignée de celles des nouveaux auteurs de romans policiers scandinaves, qui compte notamment Henning Mankell.
Un seul roman policier de Joensuu, intitulé Possu ja paavin panttivangit et paru en 1977, ne fait partie de la série avec l'inspecteur Harjunpää.
Matti Yrjänä Joensuu est mort soudainement en décembre 2011.

## Œuvre

### Romans

#### Série policièreTimo Harjunpää
- Väkivallan virkamies, Otava, 1976 (ISBN 951-1-02478-7)
- Harjunpää ja pyromaani, Otava, 1978 (ISBN 951-1-04909-7)
- Harjunpää ja kapteeni Karhu, Otava, 1981 (ISBN 951-1-06383-9)
- Harjunpää ja ahdistelija, Otava, 1982 (ISBN 951-1-06862-8)
- Harjunpää ja poliisin poika, Otava, 1983 (ISBN 951-1-07354-0) Publié en français sous le titre Harjunpää et le Fils du policier, traduit par Anne Colin du Terrail, Paris, Gallimard, Série noire no 2480, 1997 ; réédition, Paris, Gallimard Folio policier no 165, 2000
- (fi) Harjunpää ja heimolaiset : romaani..., Helsinki, Otava, 1984, 317 p. (ISBN 951-1-07850-X)
- Harjunpää ja rakkauden lait, Otava, 1985 (ISBN 951-1-08385-6) Publié en français sous le titre Harjunpää et les Lois de l'amour, traduit par Paula et Christian Nabais, Paris, Gallimard, Série noire no 2557, 1999 ; réédition, Paris, Gallimard Folio policier no 334, 2004
- Harjunpää ja kiusantekijät, Otava, 1986 (ISBN 951-1-08939-0)
- Harjunpää ja rakkauden nälkä, Otava, 1993 (ISBN 951-1-11973-7) Publié en français sous le titre Harjunpää et l'Homme-oiseau, traduit par Paula et Christian Nabais, Paris, Gallimard, Série noire no 2596, 2000 ; réédition, Paris, Gallimard Folio policier no 311, 2003
- Harjunpää ja pahan pappi, Otava, 2003 (ISBN 951-1-18750-3) Publié en français sous le titre Harjunpää et le Prêtre du mal, traduit par Paula et Christian Nabais, Paris, Gallimard, Série noire, 2006
- Harjunpää ja rautahuone, Otava, 2010 (ISBN 978-951-1-24742-5 et 951-1-24742-5)

#### Autre roman
- Possu ja paavin panttivangit : romaani, Otava, 1977, 176 p. (ISBN 951-1-04274-2)

## Prix et reconnaissance
- Prix national de littérature
- Prix Vuoden johtolanka, 1985, 1994

## Sources
- Claude Mesplède, Dictionnaire des littératures policières, vol. 2 : J - Z, Nantes, Joseph K, coll. « Temps noir », 2007, 1086 p. (ISBN 978-2-910686-45-1, OCLC 315873361), p. 44-45.
- Jean Tulard, Dictionnaire du roman policier : 1841-2005. Auteurs, personnages, œuvres, thèmes, collections, éditeurs, Paris, Fayard, 2005, 768 p. (ISBN 978-2-915793-51-2, OCLC 62533410), p. 381.